# Artjom Ntumba Muamba
Artjom Ntumba Muamba (russisch Артём Нтумба Муамба; * 19. April 2003 in Moskau) ist ein russischer Fußballspieler.

## Karriere
Ntumba begann seine Karriere bei Lokomotive Moskau. Zur Saison 2017/18 wechselte er zum ZSKA Moskau. Zur Saison 2020/21 schloss er sich Ural Jekaterinburg an. Ural verließ er aber nach einer Partie für die U-19 im September 2020 wieder. Nach kurzer Zeit ohne Verein wechselte der Angreifer im November 2020 in die Jugend des FK Rostow.
In Rostow debütierte er im Mai 2022 gegen den ZSKA auch für die Profis in der Premjer-Liga. Dies war in der Saison 2021/22 sein einziger Saisoneinsatz in der höchsten russischen Spielklasse. In der Saison 2022/23 kam er bis zur Winterpause siebenmal zum Einsatz. Im Februar 2023 wurde er an den Zweitligisten Weles Moskau verliehen.